# Etolin Canoe

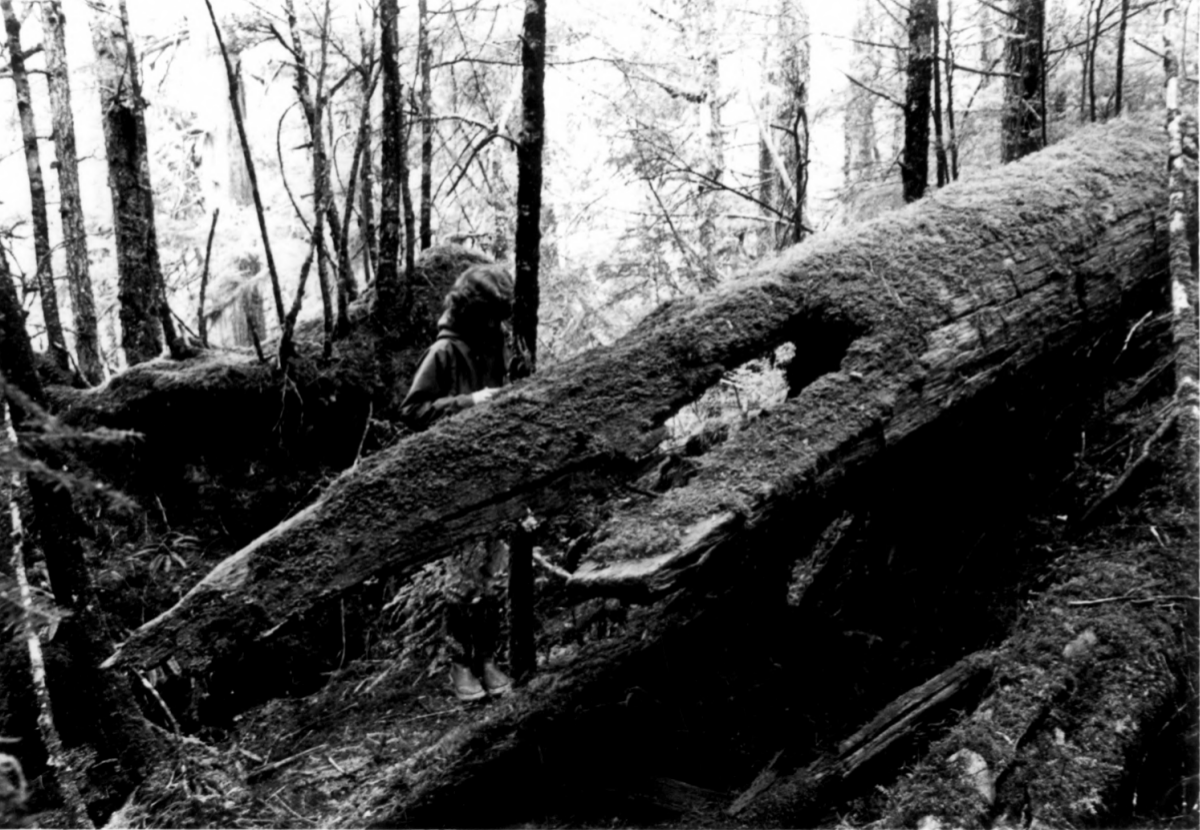
Boeg van de onafgemaakte kano, 1983

De Etolin Canoe is een onafgemaakte uitgeholde kano op Etolin Island in het Tongass National Forest in de Alexanderarchipel in de Alaska Panhandle in het zuidoosten van Alaska in de Verenigde Staten.
Hij is gemaakt van een enkele stam van een western redcedar of een nootkacipres.

## Geschiedenis
Vermoedelijk ergens tussen 1880 en 1920 is men begonnen met de kano.
In 1989 werd de kano in het National Register of Historic Places geplaatst.